# 塔馬盧斯區

36°50′10″N 6°38′30″E / 36.8361°N 6.6417°E
塔馬盧斯區（阿拉伯语：‎），是阿爾及利亞的行政區，位於該國東北部，由斯基克達省負責管轄，首府設於塔馬盧斯，面積368平方公里，1998年人口80,936人，人口密度每平方公里220人。